# Oxypleurodon wanganella
Oxypleurodon wanganella är en kräftdjursart som beskrevs av Herbert John Webber och Richer de Forges 1995. Oxypleurodon wanganella ingår i släktet Oxypleurodon och familjen Epialtidae. Inga underarter finns listade i Catalogue of Life.